# Brigade d'exécution des décisions de justice
La Brigade de l'exécution des décisions de justice (BEDJ) a succédé au service de l’exécution des décisions de justice (SEDJ). 
Elle est l'une des brigades centrales de la direction de la police judiciaire de la préfecture de Police de Paris.